# 宫惠民
宫惠民（1906年—1937年10月28日 †），字剑豪，广东曲江马坝墟人。
中华民国陆军第4军第90师第270旅少将旅长，黄埔四期步兵科毕业，淞沪会战中在嘉定清水显殉国，时年31岁。

## 早前
宫惠民1924年考入黄埔军校四期，毕业后担任第4军第34团特务连排长，随国民革命军参加北伐。因屡有建树，在军中被提升为连长、营长、中校团附及第4集团军上校参谋等职。后考入陆军大学深造。
1935年夏毕业后，担任陆军第4军任上校科长，后调任该军第90师上校团长。

## 抗战
淞沪会战爆发后，率部从贵州赶赴上海参战，奉命攻击罗店东南一线日军，并完成预定作战任务。
1937年10月，因功升任陆军第90第207旅少将旅长，率部在嘉定县之清水显一线布防。日军久攻陈家行不下后，集中主力转向清水显阵地，试图威胁陈家行阵地侧翼。 
10月28日，日军再次进攻， 宫惠民在战斗中左臂中弹，裹伤再战，笑曰“敌我胜负，已取决于俄顷，何能因余受伤，而败全局。”
是日下午三时，在日军轰炸中殉国。